# Baltazar Batthyány
Baltazar Batthyány (Baćan) (1452. − 1520.) je bio hrvatski plemić iz obitelji Batthyány (Baćana). S njime je započeo uspon te plemićke obitelji u Kraljevstvu Hrvatskoj i Slavoniji. Obnašao je dužnost jajačkog bana.